# قناة فورتين
قناة فورتين قناة إسلامية شيعية تهتم باصدارات الصوتية والمرئية الإسلامية، حيث تنشر مختلف الرواديد من جميع اقطب العالم العربي، واستديو فورتين كان آخر أعماله إصدار روح وخواطر للرادود باسم الكربلائي.
تبث القناة من الكويت، واسمها يشير إلى المعصومين الأربعة عشر حسب عقيدة الشيعة.

## الترددات
| القمر            | الدرجة | التردد | الترميز | الاستقطاب | FEC |
| ---------------- | ------ | ------ | ------- | --------- | --- |
| Eutelsat 8 Wes A | 8.0°W  | 11554  | 27500   | V أفقي    | 3/4 |
| Hispasat 1E      | 30°W   | 12092  | 27500   | H عامودي  | 3/4 |
| Galaxy 19A       | 97°W   | 12028  | 21911   | H عامودي  | 3/4 |

## وصلات خارجية
- الموقع الرسمي لقناة فورتين